# 1. Bundesliga 1968-69
La Fußball-Bundesliga 1968/69 fue la sexta temporada de la Bundesliga, liga de fútbol de primer nivel de Alemania Federal. Comenzó el 17 de agosto de 1968 y finalizó el 7 de junio de 1969.

## Equipos participantes
| Equipo                   | Ciudad             | Estadio                          | Capacidad |
| ------------------------ | ------------------ | -------------------------------- | --------- |
| Alemannia Aachen         | Aquisgrán          | Tivoli Stadion                   | 30.000    |
| Bayern de Múnich         | Múnich             | Stadion an der Grünwalder Straße | 44.300    |
| Borussia Dortmund        | Dortmund           | Rote Erde                        | 30.000    |
| Borussia Mönchengladbach | Mönchengladbach    | Bökelbergstadion                 | 34.500    |
| FC Colonia               | Colonia            | Müngersdorfer Stadion            | 76.000    |
| MSV Duisburgo            | Duisburgo          | Wedaustadion                     | 38.500    |
| Eintracht Braunschweig   | Braunschweig       | Eintracht-Stadion                | 38.000    |
| Eintracht Frankfurt      | Frankfurt del Main | Waldstadion                      | 87.000    |
| Hamburgo SV              | Hamburgo           | Volksparkstadion                 | 80.000    |
| Hannover 96              | Hannover           | Niedersachsenstadion             | 86.000    |
| Hertha Berlín            | Berlín             | Olympiastadion                   | 100.000   |
| 1. FC Kaiserslautern     | Kaiserslautern     | Stadion Betzenberg               | 42.000    |
| Kickers Offenbach        | Offenbach del Meno | Stadion am Bieberer Berg         | 30.000    |
| TSV 1860 Múnich          | Múnich             | Stadion an der Grünwalder Straße | 44.300    |
| 1. FC Núremberg          | Núremberg          | Städtisches Stadion              | 64.238    |
| FC Schalke 04            | Gelsenkirchen      | Glückauf-Kampfbahn               | 35.000    |
| VfB Stuttgart            | Stuttgart          | Neckarstadion                    | 53.000    |
| Werder Bremen            | Bremen             | Weserstadion                     | 32.000    |

### Relevos
| Pos  | Descendidos de 1. Bundesliga |
| ---- | ---------------------------- |
| 17.º | Borussia Neunkirchen         |
| 18.º | Karlsruher SC                |

| Pos        | Ascendidos de Regionalliga |
| ---------- | -------------------------- |
| 1.º Berlín | Hertha Berlín              |
| 1.º Süd    | Kickers Offenbach          |

## Tabla de posiciones
| Pos. | Equipo                   | Pts. | PJ | G  | E  | P  | GF | GC | Dif. | Clasificación                                                    |
| ---- | ------------------------ | ---- | -- | -- | -- | -- | -- | -- | ---- | ---------------------------------------------------------------- |
| 1    | Bayern de Múnich (C)     | 46   | 34 | 18 | 10 | 6  | 61 | 31 | +30  | Clasificado a la primera ronda de la Copa de Campeones de Europa |
| 2    | Alemannia Aachen         | 38   | 34 | 16 | 6  | 12 | 57 | 51 | +6   |                                                                  |
| 3    | Borussia Mönchengladbach | 37   | 34 | 13 | 11 | 10 | 61 | 46 | +15  |                                                                  |
| 4    | Eintracht Braunschweig   | 37   | 34 | 13 | 11 | 10 | 46 | 43 | +3   |                                                                  |
| 5    | VfB Stuttgart            | 36   | 34 | 14 | 8  | 12 | 60 | 54 | +6   | Clasificado a la primera ronda de la Copa de Ferias              |
| 6    | Hamburgo SV              | 36   | 34 | 13 | 10 | 11 | 55 | 55 | 0    | Clasificado a la primera ronda de la Copa de Ferias              |
| 7    | FC Schalke 04            | 35   | 34 | 14 | 7  | 13 | 45 | 40 | +5   | Clasificado a la primera ronda de la Recopa de Europa            |
| 8    | Eintracht Frankfurt      | 34   | 34 | 13 | 8  | 13 | 46 | 43 | +3   |                                                                  |
| 9    | Werder Bremen            | 34   | 34 | 14 | 6  | 14 | 59 | 59 | 0    |                                                                  |
| 10   | TSV 1860 Múnich          | 34   | 34 | 15 | 4  | 15 | 44 | 59 | −15  | Clasificado a la primera ronda de la Copa de Ferias              |
| 11   | Hannover 96              | 32   | 34 | 9  | 14 | 11 | 47 | 45 | +2   |                                                                  |
| 12   | MSV Duisburgo            | 32   | 34 | 8  | 16 | 10 | 33 | 37 | −4   |                                                                  |
| 13   | FC Colonia               | 32   | 34 | 13 | 6  | 15 | 47 | 56 | −9   |                                                                  |
| 14   | Hertha Berlín            | 32   | 34 | 12 | 8  | 14 | 31 | 39 | −8   | Clasificado a la primera ronda de la Copa de Ferias              |
| 15   | 1. FC Kaiserslautern     | 30   | 34 | 12 | 6  | 16 | 45 | 47 | −2   |                                                                  |
| 16   | Borussia Dortmund        | 30   | 34 | 11 | 8  | 15 | 49 | 54 | −5   |                                                                  |
| 17   | 1. FC Núremberg (D)      | 29   | 34 | 9  | 11 | 14 | 45 | 55 | −10  | Descenso a la Regionalliga                                       |
| 18   | Kickers Offenbach (D)    | 28   | 34 | 10 | 8  | 16 | 42 | 59 | −17  | Descenso a la Regionalliga                                       |

 Fuente: BDFutbol
Notas:
1. ↑  El FC Schalke 04 se clasificó a la Recopa de Europa como subcampeón de la Copa de Alemania 1968-69, debido a que el ganador del trofeo, el Bayern de Múnich, ya se había clasificado a la Copa de Campeones de Europa como ganador de esta edición de la Bundesliga.

| Bandera de Alemania                |
| Campeón FC Bayern Múnich 2° título |

## Resultados
| Local \ Visitante        | ALE | BAY | BOD | BOM | COL | DUI | EBR | EFR | HAM | HAN | HER | KAI | KIC | NUR | SCH | STU | TSV | WER |
| ------------------------ | --- | --- | --- | --- | --- | --- | --- | --- | --- | --- | --- | --- | --- | --- | --- | --- | --- | --- |
| Alemannia Aachen         | —   | 2–4 | 0–1 | 2–1 | 2–1 | 4–0 | 1–4 | 4–2 | 2–0 | 2–0 | 0–0 | 1–0 | 1–2 | 4–2 | 4–1 | 1–3 | 4–0 | 2–1 |
| Bayern de Múnich         | 1–1 | —   | 4–1 | 0–0 | 1–0 | 2–2 | 2–1 | 2–0 | 5–1 | 2–1 | 3–0 | 2–0 | 5–1 | 3–0 | 0–0 | 2–0 | 0–2 | 6–0 |
| Borussia Dortmund        | 3–1 | 0–1 | —   | 1–3 | 1–1 | 2–1 | 2–1 | 0–1 | 3–1 | 1–1 | 2–2 | 2–3 | 3–0 | 3–1 | 0–1 | 1–0 | 2–0 | 3–2 |
| Borussia Mönchengladbach | 2–2 | 1–1 | 1–0 | —   | 2–1 | 1–0 | 1–1 | 2–3 | 1–2 | 3–2 | 0–1 | 4–0 | 4–1 | 1–1 | 3–0 | 4–4 | 3–0 | 1–1 |
| FC Colonia               | 1–2 | 1–1 | 2–1 | 1–4 | —   | 1–1 | 2–0 | 2–1 | 4–1 | 1–0 | 1–0 | 2–1 | 2–1 | 3–0 | 2–0 | 5–2 | 0–0 | 3–3 |
| MSV Duisburgo            | 1–1 | 0–0 | 2–0 | 1–1 | 0–0 | —   | 1–1 | 1–1 | 0–0 | 0–0 | 2–1 | 0–0 | 2–1 | 1–0 | 1–0 | 2–0 | 3–4 | 2–0 |
| Eintracht Braunschweig   | 2–0 | 2–3 | 4–3 | 0–0 | 2–1 | 0–0 | —   | 1–0 | 1–0 | 3–3 | 3–3 | 3–0 | 2–2 | 0–2 | 3–0 | 1–2 | 2–1 | 0–3 |
| Eintracht Frankfurt      | 0–1 | 1–1 | 1–1 | 1–1 | 1–2 | 2–1 | 0–1 | —   | 2–2 | 0–0 | 2–0 | 2–2 | 3–2 | 3–0 | 1–0 | 3–0 | 3–0 | 2–1 |
| Hamburgo SV              | 3–0 | 2–2 | 2–0 | 2–0 | 3–1 | 1–2 | 0–0 | 1–4 | —   | 1–4 | 0–0 | 3–1 | 3–0 | 4–2 | 1–3 | 2–1 | 2–0 | 5–2 |
| Hannover 96              | 5–2 | 1–0 | 1–1 | 2–3 | 3–0 | 1–1 | 1–2 | 1–1 | 2–2 | —   | 1–1 | 0–2 | 2–2 | 2–2 | 1–0 | 1–0 | 3–2 | 1–0 |
| Hertha Berlín            | 0–1 | 1–2 | 0–0 | 2–1 | 2–1 | 1–1 | 0–0 | 2–0 | 3–2 | 2–1 | —   | 1–0 | 1–0 | 2–0 | 1–0 | 0–1 | 1–2 | 1–0 |
| 1. FC Kaiserslautern     | 2–1 | 3–1 | 1–2 | 2–0 | 4–0 | 3–0 | 4–0 | 2–2 | 0–1 | 0–0 | 1–0 | —   | 2–1 | 1–1 | 1–1 | 1–3 | 3–1 | 1–0 |
| Kickers Offenbach        | 1–1 | 0–0 | 4–3 | 1–0 | 3–1 | 0–0 | 0–1 | 4–2 | 1–1 | 1–1 | 1–0 | 4–1 | —   | 2–1 | 1–0 | 2–1 | 2–3 | 0–3 |
| 1. FC Núremberg          | 1–4 | 2–0 | 2–2 | 4–0 | 0–1 | 1–1 | 2–0 | 1–0 | 0–0 | 1–2 | 3–0 | 1–0 | 2–2 | —   | 1–1 | 1–1 | 3–0 | 1–1 |
| FC Schalke 04            | 3–1 | 1–2 | 4–1 | 1–1 | 3–1 | 1–0 | 0–2 | 2–0 | 2–3 | 1–1 | 2–0 | 1–0 | 3–0 | 4–1 | —   | 1–1 | 2–0 | 2–1 |
| VfB Stuttgart            | 3–1 | 3–0 | 2–2 | 0–3 | 6–1 | 3–2 | 2–2 | 2–0 | 3–0 | 1–0 | 4–2 | 4–3 | 1–0 | 2–3 | 1–1 | —   | 1–1 | 2–2 |
| TSV 1860 Múnich          | 0–0 | 0–3 | 2–1 | 0–4 | 2–1 | 2–1 | 0–1 | 1–0 | 3–3 | 2–1 | 0–1 | 1–0 | 2–0 | 2–0 | 3–1 | 3–1 | —   | 4–3 |
| Werder Bremen            | 1–2 | 1–0 | 2–1 | 6–5 | 3–1 | 2–1 | 2–1 | 0–1 | 1–1 | 3–2 | 2–0 | 2–1 | 2–0 | 3–3 | 1–3 | 1–0 | 4–1 | —   |

## Goleadores
| Pos. | Nac.                  | Jugador        | Equipo                   | Goles |
| ---- | --------------------- | -------------- | ------------------------ | ----- |
| 1    | Bandera de Alemania   | Gerd Müller    | FC Bayern Múnich         | 30    |
| 2    | Bandera de Alemania   | Uwe Seeler     | Hamburgo SV              | 23    |
| 3    | Bandera de Yugoslavia | Josip Skoblar  | Hannover 96              | 18    |
| 4    | Bandera de Alemania   | Werner Görts   | Werder Bremen            | 15    |
| 4    | Bandera de Alemania   | Herbert Laumen | Borussia Mönchengladbach | 15    |
| 4    | Bandera de Alemania   | Hartmut Weiß   | Eintracht Braunschweig   | 15    |